# Эллиотт, Саймон
Са́ймон Э́ллиотт (англ. Simon Elliott; 10 июня 1974, Веллингтон) — новозеландский футболист, полузащитник. Выступал в сборной Новой Зеландии. В настоящее время занимается тренерской деятельностью.

## Биография

### Клубная карьера
В начале своей карьеры играл в большом количестве новозеландских команд. Затем переехал играть в США, выступал за команду Стэнфордского университета и за клуб «Бостон Буллдогс» из Эй-лиги (второй по значимости лиги США и Канады того времени).
22 мая 1999 года Эллиотт подписал контракт с клубом MLS «Лос-Анджелес Гэлакси». За этот клуб он выступал три с половиной сезона, и это время было весьма успешным для него и для команды в целом. Эллиотт выходил на поле постоянно и был одним из ведущих игроков команды. «Гэлакси» с ним в составе выиграл Кубок чемпионов КОНКАКАФ, Кубок США, регулярный чемпионат и Кубок MLS.
12 января 2004 года Эллиотт перешёл в «Коламбус Крю» в обмен на драфт-пик. В составе этой команды Эллиотт отыграл два сезона, был её лидером, выиграл регулярный чемпионат MLS 2004 года.
В январе 2006 года Эллиотт перешёл по свободному трансферу в английский «Фулхэм». Провёл два с половиной сезона в стане «дачников», в это время его преследовали травмы, и он играл крайне мало. В мае 2008 года покинул «Фулхэм» и более полугода искал новый клуб.
19 марта 2009 года Эллиотт вернулся в MLS, подписав контракт с «Сан-Хосе Эртквейкс». Провёл в клубе сезон 2009. 22 марта 2010 года «Эртквейкс» поместил Эллиотта в список отказов.
1 ноября 2010 года Эллиотт подписал контракт с клубом Эй-лиги из родного города, «Веллингтон Феникс», в качестве игрока, заменившего травмированного Оскара Роберто «Тото» Корнехо.
9 февраля 2011 года Эллиотт вновь вернулся в MLS, перейдя по свободному трансферу в «Чивас США». По окончании сезона 2011 срок контракта Эллиотта с «Чивас США» истёк.
Эллиотт был доступен на драфте возвращений MLS 2011, но остался невыбранным.

### Карьера в сборной
В составе новозеландской сборной провёл более 50 матчей, являлся одним из ведущих игроков полузащиты команды, принял участие в двух Кубках конфедераций (2003 и 2009) и в Олимпиаде-2008. Является двукратным победителем Кубка наций ОФК в составе новозеландской сборной.

### Тренерская карьера
Эллиотт входил в тренерский штаб «Чивас США» в качестве главного скаута, но 9 ноября 2012 года вместе с главным тренером Робином Фрейзером он был отправлен в отставку.
1 февраля 2018 года Эллиотт был назначен на пост главного тренера клуба «Сакраменто Рипаблик», выступающего во втором дивизионе США. В регулярном чемпионате сезона 2019 клуб в западной конференции финишировал на седьмом месте, а из плей-офф выбыл в полуфинале конференции. По окончании сезона 2019, 5 ноября 2019 года, «Сакраменто Рипаблик» объявил, что не будет продлевать истекающий контракт Эллиотта.

## Достижения

### Клубные
Все — в составе «Гэлакси», кроме рег. чемп. MLS 2004 («Крю»)
- Обладатель Кубка чемпионов КОНКАКАФ: 2000
- Чемпион MLS (обладатель Кубка MLS): 2002
- Победитель регулярного чемпионата MLS: 2002, 2004
- Обладатель Кубка США: 2001

### В сборной
- Обладатель Кубка наций ОФК: 2002, 2007/08
- 2-е место на Кубке наций ОФК: 2000
- 3-е место на Кубке наций ОФК: 2004